# Dave Freudenthal
David Duane (Dave) Freudenthal [ˈfriːdənθɑːl], född 12 oktober 1950 i Thermopolis, Wyoming, USA, är en amerikansk demokratisk politiker som var guvernör i delstaten Wyoming från 2003 till 2011. Från och med 2021 är han den sista demokraten som innehar statligt ämbete i Wyoming.
Han växte upp på en farm som det sjunde av åtta barn. 1973 avlade han grundexamen i nationalekonomi vid Amherst College. 1980 avlade han  juristexamen vid University of Wyoming. Han arbetade först som advokat och därefter (1994–2001) som federal åklagare.
Freudenthal är gift med Nancy D. Freudenthal, född i Cody, som tjänstgör som domare i USA:s distriktsdomstol för distriktet Wyoming.